# NAFC Championship 1947
NAFC Championship 1947 var den första säsongen av det nordamerikanska mästerskapet. Tre nationer deltog, värdnationen Kuba, Mexiko och USA. USA representerades av Ponta Delgada, en amatörklubb från Fall River, Massachusetts.

## Tabell
| Nr | Lag    | S | V | O | F | GM | IM | MS | P |
| -- | ------ | - | - | - | - | -- | -- | -- | - |
| 1  | Mexiko | 2 | 2 | 0 | 0 | 8  | 1  | +7 | 4 |
| 2  | Kuba   | 2 | 1 | 0 | 1 | 6  | 5  | +1 | 2 |
| 3  | USA    | 2 | 0 | 0 | 2 | 2  | 10 | −8 | 0 |

## Matcher
|  | 13 juli 1947 | Mexiko                                                                | 5 – 0           | USA | Estadio La Tropical                             |                                                 |
|  |              | Adalberto López 3′, 35′, 85′ Angel Segura 53′ Rodrigo Ruíz 78′ (str.) | (2 – 0) Rapport |     | Havanna Publik: 5 400 Domare: José Tapia (Kuba) | Havanna Publik: 5 400 Domare: José Tapia (Kuba) |
|  |              |                                                                       |                 |     | Havanna Publik: 5 400 Domare: José Tapia (Kuba) | Havanna Publik: 5 400 Domare: José Tapia (Kuba) |
|  |              |                                                                       |                 |     | Havanna Publik: 5 400 Domare: José Tapia (Kuba) | Havanna Publik: 5 400 Domare: José Tapia (Kuba) |

|  | 17 juli 1947 | Kuba                       | 1 – 3           | Mexiko                                                         | Estadio La Tropical                            |                                                |
|  |              | Manuel de Jesús Brioso 82′ | (1 – 1) Rapport | 31′ Carlos Septién 53′ Miguel Ángel Segura 83′ Adalberto López | Havanna Publik: 30 000 Domare: Sam Gabin (USA) | Havanna Publik: 30 000 Domare: Sam Gabin (USA) |
|  |              |                            |                 |                                                                | Havanna Publik: 30 000 Domare: Sam Gabin (USA) | Havanna Publik: 30 000 Domare: Sam Gabin (USA) |
|  |              |                            |                 |                                                                | Havanna Publik: 30 000 Domare: Sam Gabin (USA) | Havanna Publik: 30 000 Domare: Sam Gabin (USA) |

|  | 20 juli 1947 | Kuba                                                                                | 5 – 2   | USA                           | Estadio La Tropical                                         |                                                             |
|  |              | Antonio Villalón 22′, 26′ Luis Gironella 61′ Antonio Mederos 68′ Santiago Veiga 70′ | Rapport | 50′ Ed Souza 55′ Ed Valentine | Havanna Publik: 4 000 Domare: Carlos Esteva Tejada (Mexiko) | Havanna Publik: 4 000 Domare: Carlos Esteva Tejada (Mexiko) |
|  |              |                                                                                     |         |                               | Havanna Publik: 4 000 Domare: Carlos Esteva Tejada (Mexiko) | Havanna Publik: 4 000 Domare: Carlos Esteva Tejada (Mexiko) |
|  |              |                                                                                     |         |                               | Havanna Publik: 4 000 Domare: Carlos Esteva Tejada (Mexiko) | Havanna Publik: 4 000 Domare: Carlos Esteva Tejada (Mexiko) |